# بیلی بلنکز
بیلی بلنکز (انگلیسی: Billy Blanks؛ زادهٔ ۱ سپتامبر ۱۹۵۵) یک هنرپیشه، رزمی‌کار و شخصیت تناسب اندام آمریکایی است. او در دهه ۱۹۸۰ در رشته کاراته نیمه کنتاکت و پوینت رتبه‌بندی ملی داشت، در بازی‌های جهانی ۱۹۸۱ مدال برنز را کسب کرد.

## اوایل زندگی
بلنکز در ایری، پنسیلوانیا، به دنیا آمد. او مطالعه خود را در مورد هنرهای رزمی در سن یازده سالگی با شرکت در کلاس‌های کاراته و تکواندو آغاز کرد.  او با ناهنجاری در مفاصل لگنش به دنیا آمد که باعث اختلال در حرکت او شد. او دست و پا چلفتی بود، و مربیان او را به این باور رساند که او هرگز موفق نخواهد شد. بلنکز پاسخ این چالش‌ها را در کاراته یافت. وقتی بروس لی را در تلویزیون دید، تصمیم گرفت که قهرمان هنرهای رزمی جهان شود.

## گزیده فیلم‌شناسی
- نیروی محرکه (۱۹۸۹)
- مشت خونین (۱۹۸۹)
- پادشاه کیک‌بوکسورها (۱۹۹۰)
- شیردل (۱۹۹۰) در نقش لژیونر آفریقایی
- بمب ساعتی (۱۹۹۱)
- چنگال‌های عقاب (۱۹۹۲)
- مرحله نهایی (۱۹۹۳)
- آخرین کومیته (۲۰۲۴)